# Lenhovda distrikt
Lenhovda distrikt är ett distrikt i Uppvidinge kommun och Kronobergs län. Distriktet ligger söder om Åseda. 

## Tidigare administrativ tillhörighet
Distriktet inrättades 2016 och utgörs av det område som Lenhovda köping omfattade till 1971 efter att bildats 1957 genom en ombildning av Lenhovda socken.
Området motsvarar den omfattning Lenhovda församling hade 1999/2000.